# Imants Ziedonis
Imants Ziedonis (født 3. maj 1933 i Ragaciems i Letland, død 27. februar 2013) var en lettisk digter, publicist, forfatter, oversætter og politiker. Han var én af de mest populære eventyrforfattere i det lettiske sprog.
Ziedonis afsluttede Tukums 1. mellemskole i 1952 og fjernstuderede indtil 1959 ved Letlands Statsuniversitets historie- og filosofifakultet. Senere studerede han ved Maxim Gorkij Literaturinstitutet i Moskva. Ziedonis havde under studietiden forskellige jobs – fra bibliotekar til vejarbejder. Hans første digtsamling "Zemes un Sapņu Smiltis" (Jord og drømmesand) udkom i 1961.
Imants Ziedonis udnævntes i 1977 til Lettiske SSR folkedigter, og var en lysende politisk aktivist under den lettiske uafhængigheds opvågningstid i sen-1980'erne. Han var siden den 12. april 1995 Storofficer af Trestjerneordenen.